# Anna Féresse-Deraismes
Anna Féresse-Deraismes, née le 1er octobre 1821 à Paris et morte le 19 janvier 1910 dans le 17e arrondissement de Paris est une militante féministe française connue pour être la sœur de Maria Deraismes.

## Biographie
Issue d’une famille bourgeoise libérale, son père est un voltairien anticlérical. Isabelle Bogelot, alors orpheline, est recueillie par la famille Deraismes en 1842. Anna Féresse-Deraisme prend en charge l’éducation de sa sœur cadette, Maria Deraismes, lorsque leur père meurt en 1852.
Anna Féresse-Deraismes occupe un rôle discret dans le sillage de sa sœur cadette alors que celle-ci devient de plus en plus reconnue. À la suite du décès de celle-ci, elle réunit son travail en Œuvres complètes qui paraissent en 1895 et 1896.
Au congrès féministe international le 9 avril 1896, elle est nommée présidente d'honneur et y côtoie ainsi Maria Pognon, Marie Martin, Marie Popelin, Marya Chéliga-Loewy, Louise Koppe et Eugénie Potonié-Pierre.
Elle continue le combat féministe de sa sœur par son appartenance comme membre de la Société pour l'amélioration du sort de la femme et la revendication de ses droits et est présidente d'honneur du congrès international des femmes de 1900.
Anna Féresse-Deraismes est membre fondatrice de la première obédience maçonnique mixte « Le Droit humain,. En 1904, elle est membre de l'Association nationale des libres penseurs.
Courant décembre 1898, Anna Féresse-Deraismes prononce une oraison funèbre pour Virginie Griess-Traut qu'elle connaissait bien.
Anna Féresse-Deraismes est ensuite invitée à divers banquets dont celui pour la nouvelle statue de Charles Fourier boulevard de Clichy en juin 1899 ou pour célébrer la sortie du roman Travail d'Émile Zola.